# اتحادگرایی در بریتانیا

بریتانیا از چهار کشور انگلستان، ولز، ایرلند شمالی و اسکاتلند تشکیل شده است.

اتحادگرایی در بریتانیا (به انگلیسی: Unionism in the United Kingdom)، که به آن اتحادگرایی بریتانیایی (به انگلیسی: British unionism) نیز گفته می‌شود، یک ایدئولوژی سیاسی به نفع ادامه وحدت انگلستان، ولز، اسکاتلند و ایرلند شمالی به عنوان یک کشور است. از کسانی که از اتحاد، حمایت می‌کنند به عنوان اتحادگرا یاد می‌شود. اتحادگرایی بریتانیایی با ملی‌گرایی انگلیسی ارتباط نزدیک دارد، که ادعا می‌کند بریتانیایی‌ها یک ملت هستند و اتحاد فرهنگی بریتانیایی‌ها، بریتانیا را تقویت می‌کند. در تعریفی از بریتانیایی که ممکن است شامل مردم انگلیسی، اسکاتلندی، ولزی، ایرلندی و کورنیش باشد. تبار (کسانی که هم در ایرلند شمالی و بریتانیا و هم از لحاظ تاریخی در کل ایرلند زندگی می‌کردند زمانی که در انگلستان بود).
در اواخر جنگ انقلاب آمریکا در نیمه دوم قرن ۱۸، وفاداران انگلیسی و شورشیان استعماری (ویگ‌ها یا میهن پرستان) وجود داشتند. هیچ‌یک از وفاداران خواستار جدایی نبودند. حتی اکثریت در میان شورشیان لزوماً مایل به جدایی از بریتانیا نیستند.
بعداً، در اواخر قرن نوزدهم، اتحادیه ایرلندی به‌طور کلی واکنشی به افزایش تحریک یا خودگردانی ملی گرایانه جدایی طلب ایرلندی بود. بیشتر ایرلند در دهه ۱۹۲۰ از انگلستان جدا شد. در ایرلند شمالی، ایدئولوژی‌های قطب بندی شده قانون اساسی جمهوری‌خواهان و وفاداران به درگیری‌های خشونت‌آمیز منجر شده است.
از اواخر قرن ۲۰ دیدگاه‌های متفاوت در مورد وضعیت قانون اساسی کشورهای بریتانیا به یک موضوع بزرگتر در اسکاتلند و ولز تبدیل شده است. پس از پیروزی حزب ملی اسکاتلند در انتخابات ۲۰۱۱ اسکاتلند، همه‌پرسی استقلال اسکاتلند در ۱۸ سپتامبر ۲۰۱۴ برگزار شد: نتیجه از باقی ماندن در داخل انگلستان حمایت کرد و با کسب ۵۵٫۳٪ نه به ۴۴٫۷٪ آرا بله به سؤال "آیا باید اسکاتلند کشوری مستقل باشد؟ ".

## تشکیل اتحادیه
پادشاهی بریتانیا در تاریخ ۱ مه ۱۷۰۷ از طریق اعمال اتحادیه ۱۷۰۷، دو قانون همزمان که توسط پارلمان‌های انگلیس و اسکاتلند تصویب شد، تشکیل شد. اینها اتحادیه سیاسی بین پادشاهی انگلیس (متشکل از انگلیس و ولز) و پادشاهی اسکاتلند ایجاد کردند. این رویداد نتیجه معاهده اتحادیه بود که در ۲۲ ژوئیه ۱۷۰۶ توافق شد.
این قوانین یک پارلمان واحد بریتانیا در وست مینستر و همچنین یک اتحادیه پولی و گمرکی ایجاد کردند. با این حال، انگلیس و اسکاتلند در حوزه قضایی جداگانه باقی ماندند.
در سال ۱۸۰۱، اقدامات اتحادیه ۱۸۰۰ پادشاهی انگلیس را با پادشاهی ایرلند متحد کرد، از طریق دو قانون مستقل مشابه پارلمان انگلیس و پارلمان ایرلند. این امر باعث ایجاد پادشاهی متحده بریتانیا و ایرلند بر اساس مشابه اتحاد انگلیس و اسکاتلند در یک قرن قبل شد.
بلافاصله کارزار لغو اتحادیه در ایرلند آغاز شد. مجموعه ای از تلاش‌ها در اواخر قرن ۱۹ و اوایل قرن ۲۰ برای ایجاد قانون داخلی برای ایرلند در داخل اتحادیه ناموفق بود و پس از جنگ انگلیس و ایرلند و متعاقب آن پیمان انگلیس و ایرلند در سال ۱۹۲۲، بیشتر ایرلند اتحادیه را به عنوان آزاد ایرلندی ترک کردند. دولت ایرلند شمالی بخشی از اتحادیه باقی ماند و پادشاهی متحده به‌طور رسمی به عنوان پادشاهی متحده بریتانیا و ایرلند شمالی در سال ۱۹۲۷ شناخته شد (نگاه کنید به: تقسیم ایرلند).
پیش از ایجاد پادشاهی بریتانیا، این سه پادشاهی در اتحادیه شخصی از هم جدا بودند. هنگامی که جیمز ششم اسکاتلند جانشین پسر عموی خود، الیزابت اول انگلیس شد، به عنوان پادشاه انگلیس، تاج‌های انگلیس، ایرلند و اسکاتلند متحد شدند.
پیش از آن، در سال ۱۵۴۲، تاجداران انگلیس و ایرلند از طریق ایجاد پادشاهی ایرلند تحت قانون تاجگذاری ایرلند ۱۵۴۲ متحد شدند. از قرن دوازدهم، پادشاه انگلیس تحت فرمانروایی پاپ به عنوان لرد ایرلند عمل کرده بود. اقدام سال ۱۵۴۲ عنوان پادشاه ایرلند را برای پادشاه هنری هشتم و جانشینان وی ایجاد کرد و نقش پاپ را به عنوان فرمانروای نهایی ایرلند از بین برد.

## حمایت از اتحادیه
از نظر تاریخی حمایت از اتحادیه در انگلستان بیشترین  و کمترین میزان آن در ایرلند بوده است، همچنین تحرکات مهم ضد اتحادیه در اسکاتلند و ولز وجود داشتند. امروز، نظرسنجی‌ها به‌طور مداوم نشان می‌دهد که اکثر مردم انگلیس و ولز از ادامه اتحادیه حمایت می‌کنند، اما در اسکاتلند حمایت از استقلال به‌طور منظم بالاتر از حمایت از اتحادیه است. از زمان انحراف گسترده در اواخر دهه ۱۹۹۰، رای‌دهندگان اسکاتلند و ولز به احتمال زیاد به احزاب سیاسی ملی‌گرا برای انتخابات محلی یا منطقه ای رای می‌دادند تا انتخابات عمومی مجلس عوام، جایی که حمایت از احزاب در سراسر انگلستان حاکم بود. با این حال، برای اسکاتلند، پس از انتخابات سراسری ۲۰۱۵ بریتانیا، این وضعیت دیگر با بازگشت SNP به ۵۶ و از ۵۹ نماینده نیست. در انگلیس احزاب ناسیونالیست انگلیسی هرگز کرسی پارلمان را به دست نیاورده‌اند.
در سال ۲۰۱۴، میزان حمایت کل انگلیس از اتحادیه به دلیل چشم‌انداز استقلال اسکاتلند مورد تحقیق و بررسی قرار گرفت. نتیجه نهایی همه‌پرسی اکثریت رای‌دهندگان اسکاتلندی را انتخاب کرد که در اتحادیه باقی بمانند، با ۵۵٫۳ درصد مخالف استقلال. نظرسنجی‌های انجام شده در سال ۲۰۱۴ نشان داد که ۷۰٪ از رای‌دهندگان در انگلیس با استقلال اسکاتلند مخالفند همان‌طور که ۸۳٪ از جمعیت ولز مخالف بودند.
همه‌پرسی اسکاتلند باعث افزایش فعالیت سیاسی و صدا در سراسر انگلستان شد. چندین صد نفر از مشاهیر، رهبران تجارت و شخصیت‌های سیاسی نامه‌های سرگشاده ای را به رسانه ملی امضا کردند که از اتحادیه حمایت می‌کنند و مخالف استقلال اسکاتلند هستند در حالی که تجمعات بزرگ طرفدار اتحادیه در چندین شهر انگلیس از جمله در میدان ترافالگار برگزار می‌شد.
اگرچه حمایت از استقلال به‌طور کلی بین سال‌های ۲۰۱۵ و ۲۰۱۸ کاهش یافته یا راکد بوده است، اما از اواخر سال ۲۰۱۹ این روند افزایش می‌یابد. استقلال در بیشتر نظر سنجی‌ها برای هر ماه سال ۲۰۲۰ تا ژوئیه بیش از حمایت اتحادیه بود. در تاریخ ۶ ژوئیه ۲۰۲۰، پروفسور سر جان کورتیس اظهار داشت که «حمایت از اتحادیه [در اسکاتلند] هرگز ضعیف تر نبوده است».
در ایرلند شمالی مشخص شده است که حمایت از اتحادیه از زمان پایان کتاب، به ویژه در میان جمعیت کاتولیک روم، افزایش یافته است. تا حدی، این در نتیجه کاهش ارتباط اتحادیه با ایدئولوژی‌های سیاسی رادیکال یا افراطی پس از پیمان جمعه نیک است.

## احزاب سیاسی و گروه‌های دیگر
در زیر فهرستی از احزاب و سازمان‌های سیاسی فعال که از اتحاد، حمایت می‌کنند، وجود دارد.
احزاب بزرگ، گسترده در سراسر بریتانیا
- حزب محافظه‌کار (بریتانیا)
  - محافظه‌کاران اسکاتلندی
  - محافظه‌کاران ولزی
  - محافظه‌کاران ایرلند شمالی
- حزب کارگر (بریتانیا)
  - کارگران اسکاتلندی
  - حزب کارگر (ولز)
- حزب لیبرال دموکرات (بریتانیا)
  - لیبرال دموکرات‌های اسکاتلندی
  - لیبرال دموکرات‌های ولزی
- حزب برگزیت[۱۳]
- حزب استقلال پادشاهی متحد (UKIP)[۱۴]

احزاب ایرلند شمالی
- حزب اتحادگرای دموکراتیک (DUP)
- حزب اتحادیه مترقی (PUP)
- صدای اتحادیه سنتی (TUV)
- حزب اتحادگرای اولستر (UUP)
- UKIP و محافظه‌کاران در ایرلند شمالی

احزاب در سرزمین‌های برون‌مرزی بریتانیا
- سوسیال‌دموکرات‌های جبل‌الطارق[۱۵]

احزاب کوچک
- اول بریتانیا[۱۶]
- حزب آزادی بریتانیا (BFP)
- حزب ملی بریتانیا (BNP)[۱۷]
- حزب خلق بریتانیا (BPP)[۱۸]
- حزب اتحاد و حاکمیت بریتانیا (BUSP)
- جبهه ملی (NF)[۱۹]
- حزب احترام[۲۰]
- حزب اتحادیه اسکاتلند (SUP)
- بیشتر متحد

ستیزه‌جویان و گروه‌های دیگر
- انجمن دفاع اولستر (UDA)
- نیروی داوطلب اولستر (UVF)
- انجمن اورانژ